# Finlandia na Letnich Igrzyskach Olimpijskich 1928
Finlandię na Letnich Igrzyskach Olimpijskich 1928 reprezentowało 69 zawodników, 67 mężczyzn i 2 kobiety.

## Zdobyte medale
| Medal  | Zawodnik           | Dyscyplina    | Konkurencja                                   | Rezultat     |
| ------ | ------------------ | ------------- | --------------------------------------------- | ------------ |
| Złoto  | Harri Larva        | Lekkoatletyka | Bieg na 1 500 m mężczyzn                      | 3:53,2       |
| Złoto  | Ville Ritola       | Lekkoatletyka | Bieg na 5 000 m mężczyzn                      | 14:38,0      |
| Złoto  | Paavo Nurmi        | Lekkoatletyka | Bieg na 10 000 m mężczyzn                     | 30:18,8      |
| Złoto  | Toivo Loukola      | Lekkoatletyka | Bieg na 3 000 m z przeszkodami mężczyzn       | 9:31,8       |
| Złoto  | Paavo Yrjölä       | Lekkoatletyka | Dziesięciobój mężczyzn                        | 6587 pkt     |
| Złoto  | Väinö Kokkinen     | Zapasy        | Waga do 75 kg w stylu klasycznym mężczyzn     | [ 4 ] [ 5 ]  |
| Złoto  | Kaarlo Mäkinen     | Zapasy        | Waga do 56 kg w stylu wolnym mężczyzn         | [ 4 ] [ 6 ]  |
| Złoto  | Arvo Haavisto      | Zapasy        | Waga do 72 kg w stylu wolnym mężczyzn         | [ 4 ] [ 7 ]  |
| Srebro | Paavo Nurmi        | Lekkoatletyka | Bieg na 5 000 m mężczyzn                      | 14:40,0      |
| Srebro | Ville Ritola       | Lekkoatletyka | Bieg na 10 000 m mężczyzn                     | 30:19,4      |
| Srebro | Paavo Nurmi        | Lekkoatletyka | Bieg na 3 000 m z przeszkodami mężczyzn       | 9:31,2       |
| Srebro | Antero Kivi        | Lekkoatletyka | Rzut dyskiem mężczyzn                         | 47,23 m      |
| Srebro | Akilles Järvinen   | Lekkoatletyka | Dziesięciobój mężczyzn                        | 6645 pkt     |
| Srebro | Hjalmar Nyström    | Zapasy        | Waga pow. 82,5 kg w stylu klasycznym mężczyzn | [ 4 ] [ 9 ]  |
| Srebro | Kustaa Pihlajamäki | Zapasy        | Waga do 61 kg w stylu wolnym mężczyzn         | [ 4 ] [ 7 ]  |
| Srebro | Aukusti Sihvola    | Zapasy        | Waga pow. 87 kg w stylu wolnym mężczyzn       | [ 4 ] [ 10 ] |
| Brąz   | Heikki Savolainen  | Gimnastyka    | Ćwiczenia na koniu z łękami mężczyzn          | 18,83 pkt    |
| Brąz   | Bertel Broman      | Żeglarstwo    | Jole 12-stopowe                               | 1h 19:28     |
| Brąz   | Eino Purje         | Lekkoatletyka | Bieg na 1 500 m mężczyzn                      | 3:56,4       |
| Brąz   | Martti Marttelin   | Lekkoatletyka | Maraton mężczyzn                              | 2 h 35:02    |
| Brąz   | Ove Andersen       | Lekkoatletyka | Bieg na 3 000 m z przeszkodami mężczyzn       | 9:35,6       |
| Brąz   | Vilho Tuulos       | Lekkoatletyka | Trójskok mężczyzn                             | 15,11 m      |
| Brąz   | Edvard Westerlund  | Zapasy        | Waga do 67,5 kg w stylu klasycznym mężczyzn   | [ 4 ] [ 14 ] |
| Brąz   | Onni Pellinen      | Zapasy        | Waga do 82,5 kg w stylu klasycznym mężczyzn   | [ 4 ] [ 5 ]  |
| Brąz   | Eino Aukusti Leino | Zapasy        | Waga do 66 kg w stylu wolnym mężczyzn         | [ 4 ] [ 7 ]  |